# Lakalaka
Lakalaka je národní tanec polynéského souostroví Tonga. Je založen na pomalých krocích na místě a výrazných pohybech rukou. Vystoupení se účastní stovky lidí oděných do tradičních krojů tupenu. Muži i ženy jsou seřazeni odděleně, uprostřed stojí ceremoniář nazývaný vāhenga. Tanec je doprovázen tleskáním a vícehlasým zpěvem. 
Lakalaka je oficiálním symbolem vládnoucí dynastie a tančí se při slavnostních příležitostech jako je korunovace krále, výročí ústavy nebo svěcení kostela. Choreografii i texty písní určuje skladatel punake. Představení trvá přibližně půlhodinu a je rozděleno na tři části: fakatapu, kaveinga a tatau.
Lakalaka vychází z původního tonžského tance meʻelaufola, proti němuž misionáři silně brojili. Náčelník Tukuʻaho proto vyvinul koncem devatenáctého století jeho mírnější podobu slučitelnou s křesťanstvím. Výraz lakalaka znamená v tongánštině „rázný krok“.
V roce 2008 byla lakalaka organizací UNESCO zapsána na seznam Mistrovských děl ústního a nehmotného dědictví lidstva.